# Arnold Henry Savage Landor
Arnold Henry Savage Landor (Florence, 2 juin 1865-Florence, 26 décembre 1924) est un explorateur, peintre, photographe, écrivain et anthropologue britannique.

## Biographie
Né à Florence en Italie, il se passionne dans sa jeunesse pour la lecture des œuvres de Jules Verne, de Samuel Baker et du Journal des voyages. Il fait des études d'art à Paris et voyage aux Pays-Bas, en Espagne, à Malte, au Maroc et en Égypte. Il effectue alors durant ses voyages de nombreux dessins et peintures.
Il part ensuite pour les États-Unis où il devient portraitiste mondain. Après un passage par Vancouver, il arrive à Yokohama au Japon en 1889. Il va y produire une vingtaine de toiles essentiellement de Nikko, Kyoto, Hakone et Kamakura. Toujours portraitiste, il peint un nombre considérable de personnalités de la cour du Mikado dont les comtesses Kuroda et Saigo.
Il se rend ensuite à Hokkaido où il étudie les us et coutume du peuple Aïnou. Il voyage après en Corée puis en Chine où il visite la Grande Muraille et Pékin où il rencontre le tsar Nicolas II qui lui commande une toile sur le naufrage du Crisorok. De Chine, il se rend ensuite en Australie où il obtient un important succès pour ses œuvres dont un portrait de Henry Morton Stanley.
La reine Victoria le reçoit à Balmoral puis il décide de partir pour le Tibet en expédition solitaire où il se rend en seul en 1897. Il y aurait été capturé et torturé par les autorités tibétaines, selon son récit improbable. Il atteint aussi le Népal et, malgré ses mésaventures, y retournera une seconde fois. Il tire de ses explorations deux livres, In the forbidden land (1898) et Tibet and Nepal (1905).
Lors d'une tournée de conférences aux États-Unis, il apprend la nouvelle de la révolte des Boxers. Il part alors de nouveau pour la Chine où il assiste à l'entrée des troupes dans la Cité interdite.
Après un voyage en Russie et en Perse (1901), il visite encore les Philippines où il rencontre le futur général Pershing. En 1905, il part pour l'Abyssinie où il fait le portrait de Ménélik II, traverse le continent par l'Est du lac Tchad, atteint Tombouctou, le Sénégal puis le Cap-Vert avant de joindre le Mato Grosso (1911-1912).
À son retour, il fait de nombreuses conférences très écoutés du monde universitaire, dont à la Sorbonne en 1912 où il est présenté par Paul Deschanel.
Lors de la Première Guerre mondiale, il se consacre aux perfectionnements technologiques et dessine de nombreux modèles de tanks et d'avions.
Après la mort de ses parents en 1915 et 1917, abattu, il se retire dans sa ville natale où il meurt le 26 décembre 1924.

## Œuvres
- Alone with the Hairy Ainu (1893)
- Corea or Cho-sen, the land of the morning calm (1895)
- In the Forbidden Land (1898) (traduit en français, La route de Lhassa... à travers le Tibet interdit, Phébus, 2010)
- China and the Allies (1901)
- Across Coveted Lands (1902)
- The Gems of the East (1904)
- Tibet and Nepal painted and described (1905)
- The Living Races of Mankind (1905)
- Across Widest Africa (1907)
- An Explorer's Adventures in Tibet (1910)
- Across Unknown South America (1913)
- Everywhere, the Memoirs of an Explorer (1924)
- The Adventures of an Explorer, 1924

## Galerie

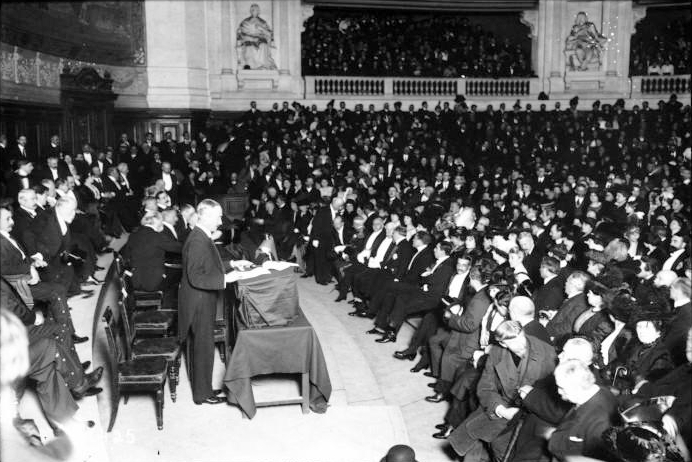
Conférence de Landor à la Sorbonne en 1914
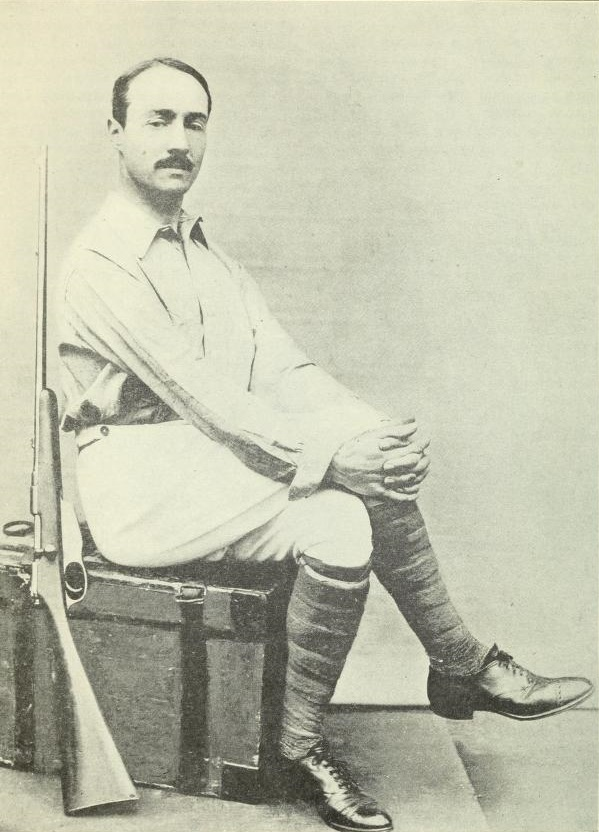
Photographie
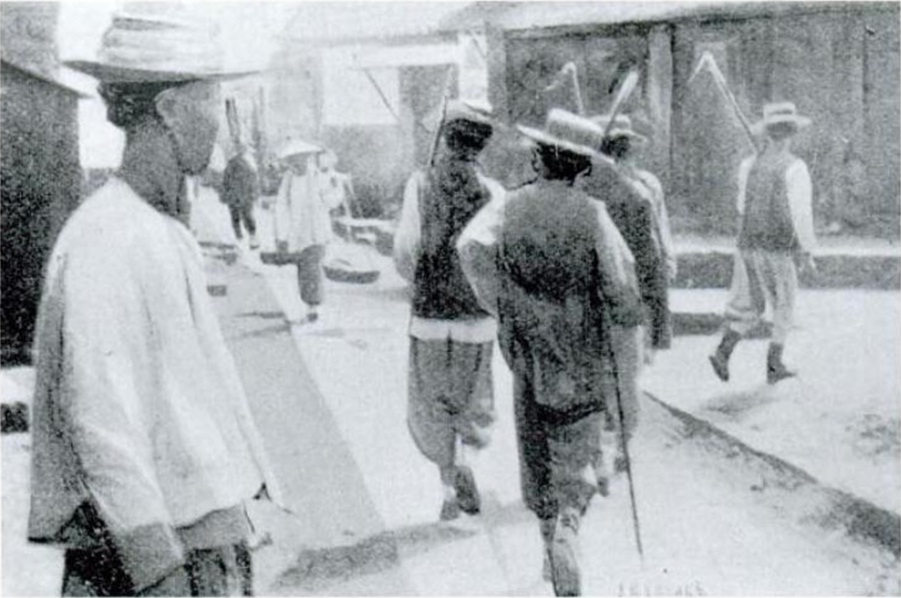
Soldats chinois, photographie de 1900
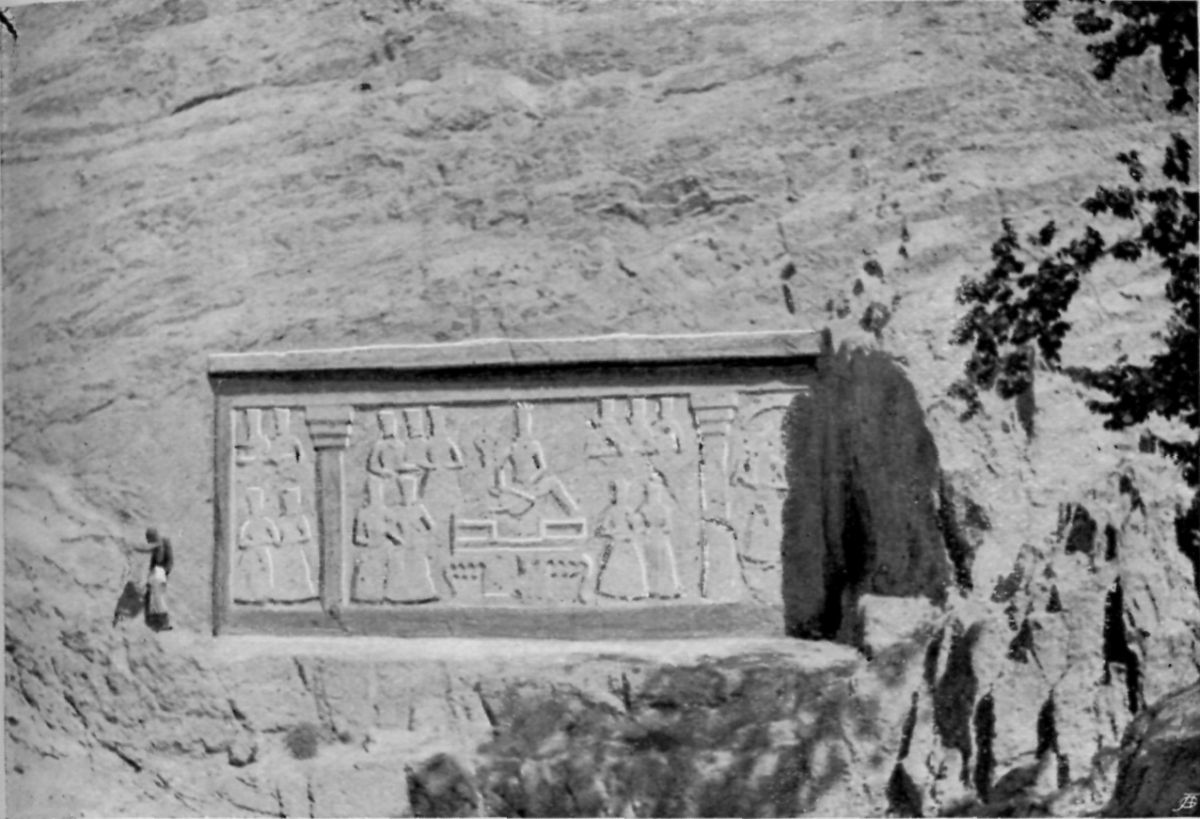
Sculpture dans la roche près de Shah-Badul-Azim (photographie)
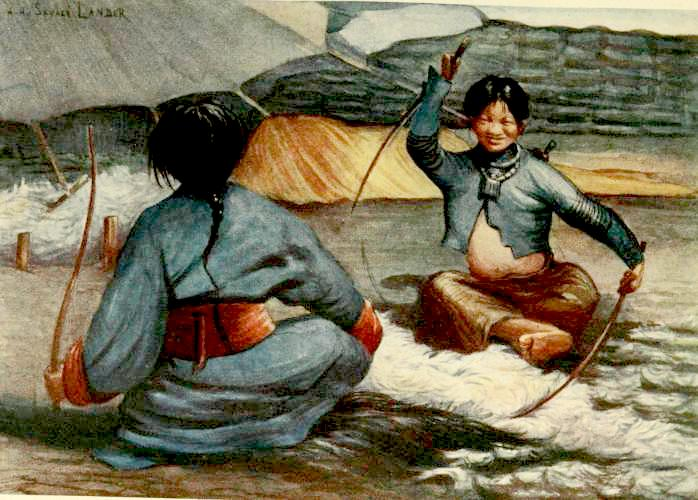
Tibétains (peinture)
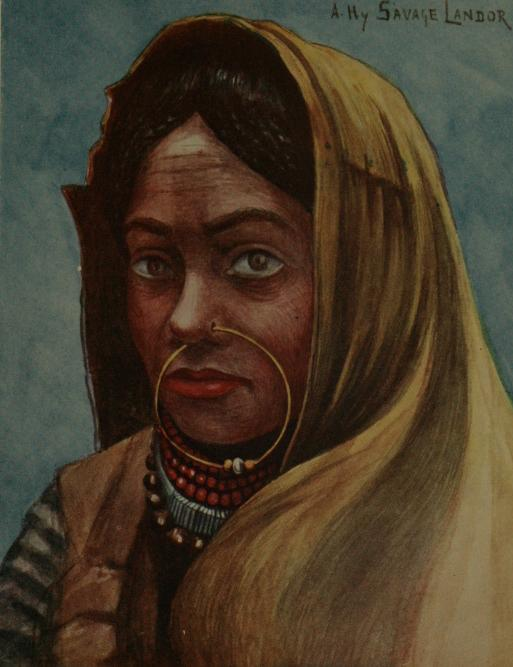
Femme népalaise (peinture)
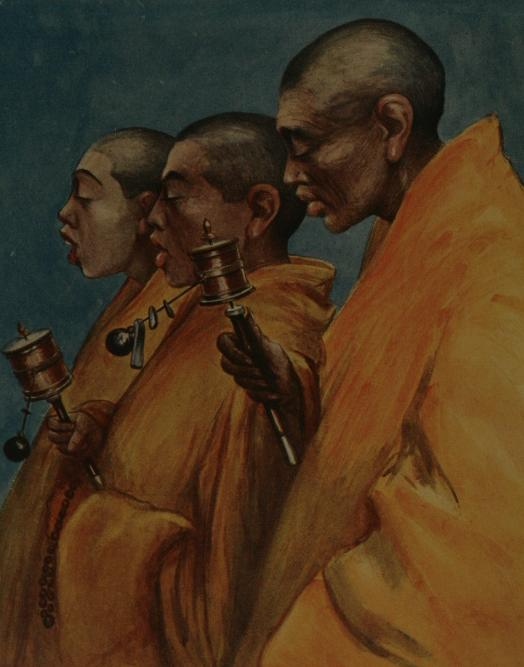
Lamas (peinture)